# Krongut Bornstedt

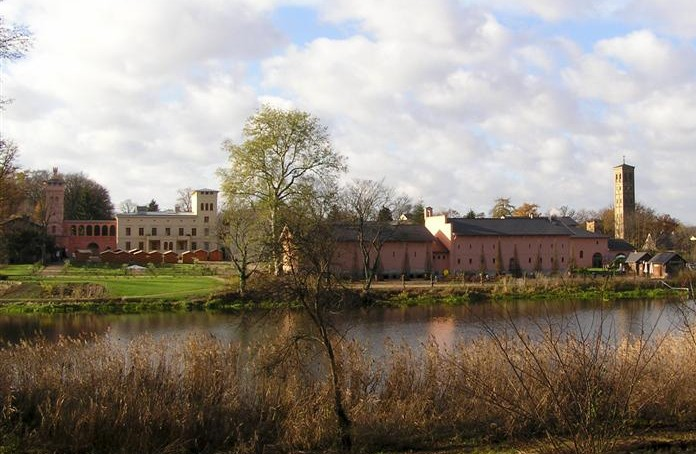
Krongut Bornstedt

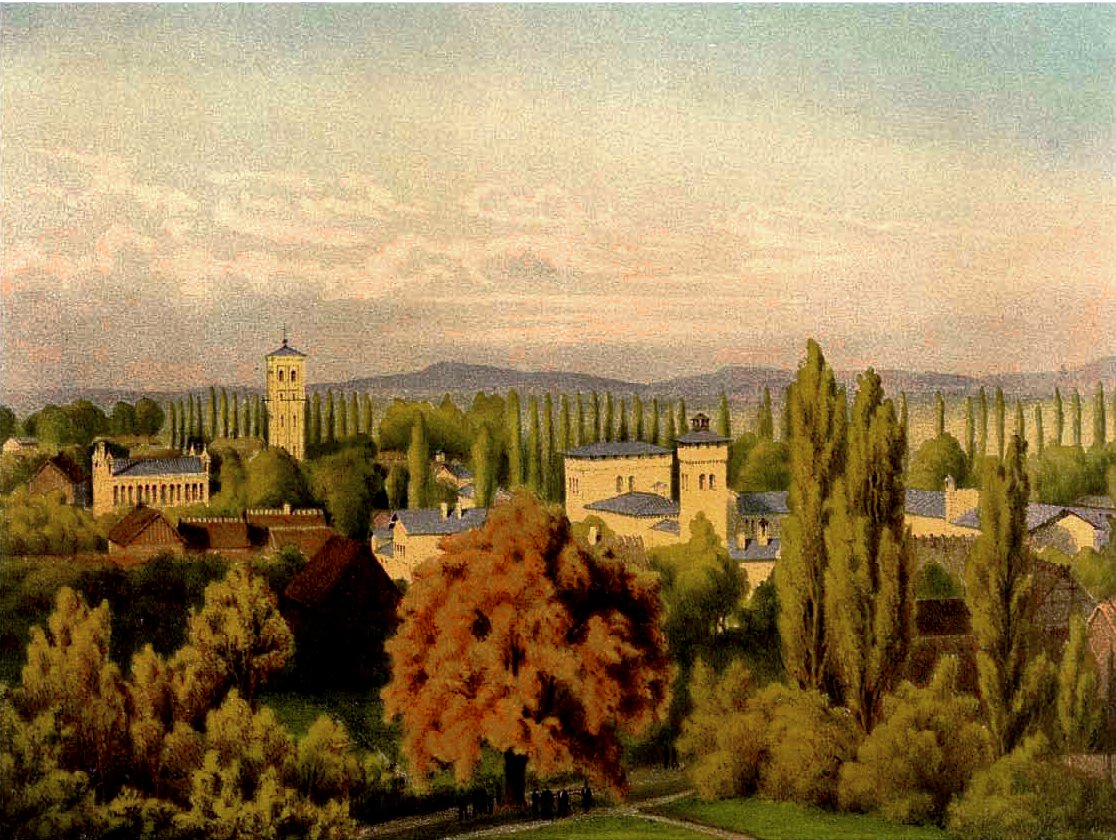
Krongut Bornstedt um 1860, Sammlung Alexander Duncker

Das Krongut Bornstedt ist ein einstiges Anwesen der preußischen Königsfamilie in Potsdam-Bornstedt. Es gehört zum Ensemble der weltbekannten Schlösser und Gärten von Potsdam Sanssouci, gelegen am Bornstedter See, nur 400 Meter entfernt vom Schloss Sanssouci.
Der ehemalige Sitz der Kronprinzessin Victoria wurde seit den 1990er Jahren als Gut vollständig restauriert und saniert 2002 öffentlich zugänglich gemacht. Das ehemalige Mustergut der Hohenzollern umfasst eine Fläche von 18.000 m².

## Geschichte
Im Jahr 1664 erwarb der brandenburgische Kurfürst Friedrich Wilhelm das Bornstedter Rittergut. Bis zur Herrschaft Friedrich Wilhelms I. wurden auf dem Gelände eine Brauerei und eine Brennerei errichtet. Der ab 1727 angelegte Hopfengarten wurde 100 Jahre später für den Lenné'schen Verschönerungsplänen aufgegeben. Das dem Amt Potsdam unterstehende Gut wurde 1841 von Friedrich Wilhelm IV. für die königliche Familie erworben (Königlicher Kronfideikommiß), das heißt, es war nun Privatbesitz der Hohenzollern. 1846–1848 nach einem Brand im italienischen Stil komplett neu errichtet. Die Entwürfe für das Bauensemble fertigte nach den Vorgaben des Königs Johann Heinrich Haeberlin. Ab 1867 wurde es zum Wohnsitz des Kronprinzenpaars Friedrich Wilhelm und Victoria. Emil Sello gestaltete 1875 den Garten nach englischem Vorbild neu. Nach diversen Umbauten wurde das Gut ab 1901 von Prinzessin Feodora, einer Schwester der Kaiserin Auguste Victoria, bewohnt. Sie erhielt es zur Nutzung auf Lebenszeit. In den folgenden Jahren entwickelte sie Bornstedt zu einem Künstlerhof mit Schriftstellern, literarischen Zirkeln und Malern. Die Prinzessin fand die Motive zu ihren impressionistischen Gemälden unter anderem in der Umgebung des Krongutes.
Im Jahre 1878 erfolgte der Zusammenschluss mit dem Krongut Gallin und das neue Krongut erhielt die Bezeichnung Krongut Bornstedt-Gallin. 1928 wurden die Areale von Bornstedt-Gallin wieder geteilt.
Der Schriftsteller Eugen Diesel, Sohn von Rudolf Diesel, lebte von 1925 bis 1939 in dem Gut.
Das bis in die 1980er Jahre mit modernen Gebäuden überformte Ensemble wurde ab 1999 rückgebaut und rekonstruiert. Am 1. Juni 2002 wurde das Krongut neu eröffnet. Im November 2004 besuchte die britische Königin das Krongut.

## Nutzung

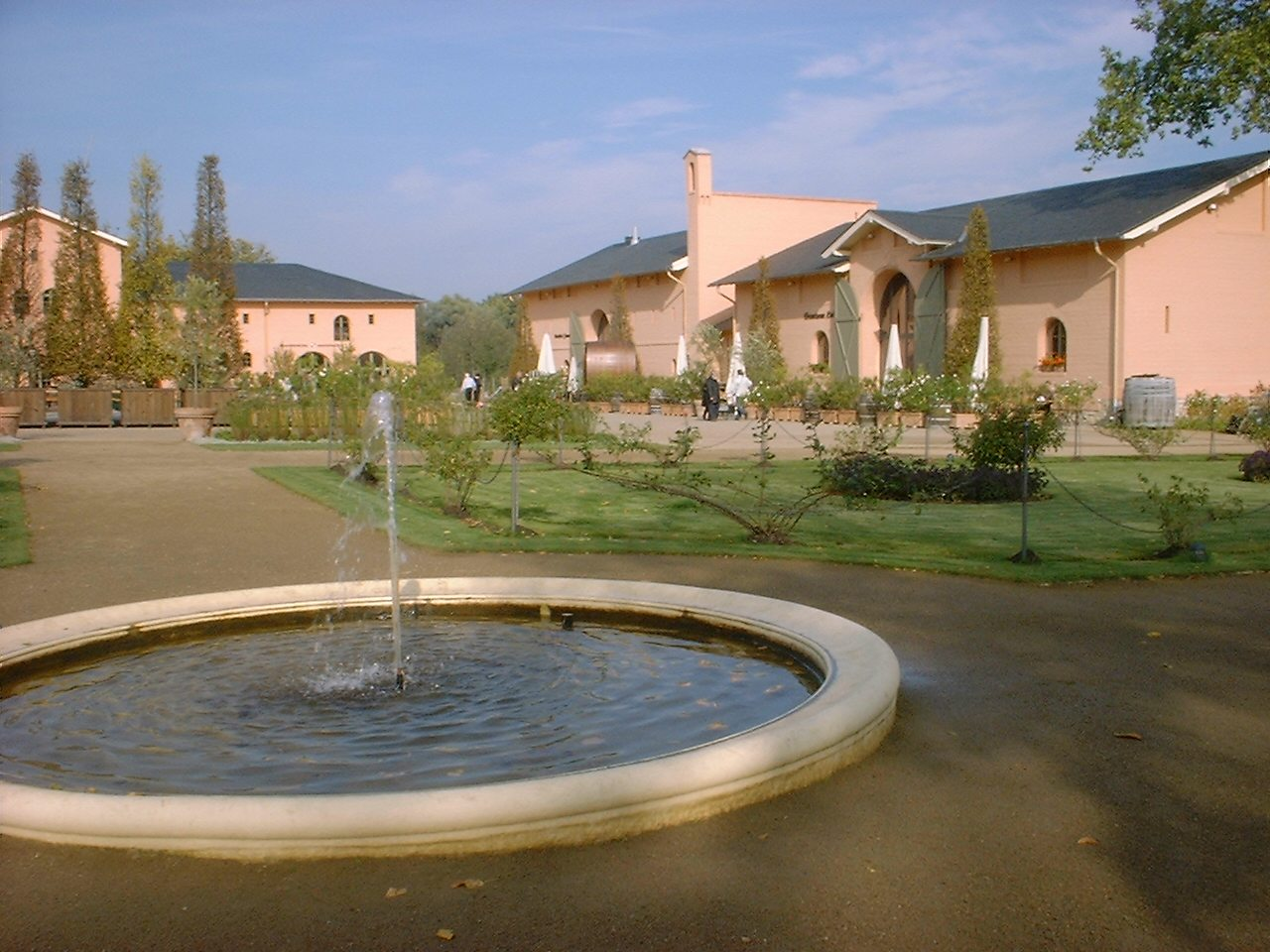
Ziergarten im Krongut Bornstedt

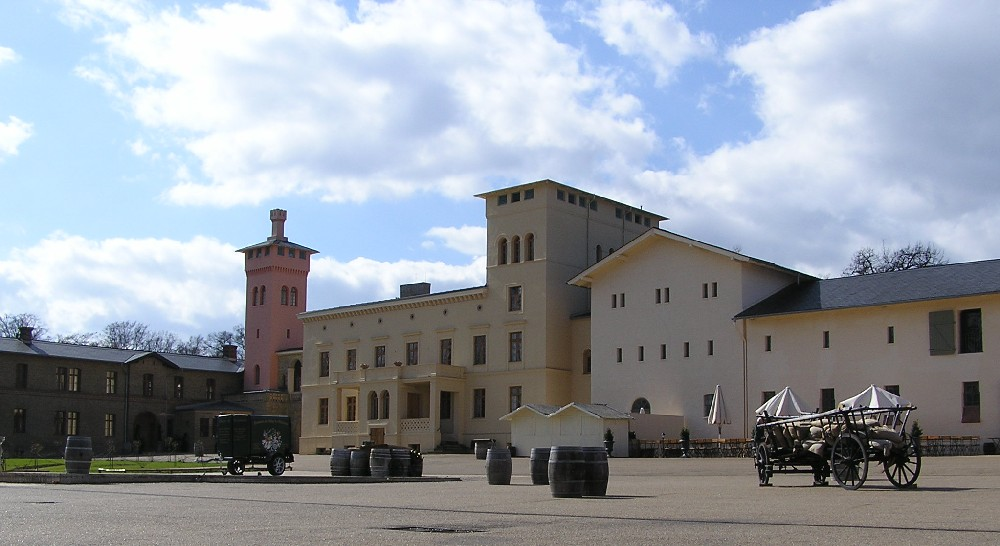
Gasthausbrauerei im Krongut Bornstedt (rechts)

Die gesamte Anlage mit der Adresse Ribbeckstraße 6–7 wurde nach der Sanierung an Einzelhändler und Gastronomen vermietet. In den früheren Wirtschaftsgebäuden eröffneten eine Restaurant-Brauerei, die Königliche Bäckerei und auch das Zinnfiguren Museum. Brandenburger Kunsthandwerker betrieben hier Verkaufsstellen ihrer Produkte. In der Adventszeit wurde das Krongut zu einer gut besuchten Einrichtung und im Jahreslauf fanden unterschiedliche Veranstaltungen und Ausstellungen statt. Beispielsweise wurden 2005 die United Buddy Bears, The Minis, zweimal präsentiert.
Mit Beginn der 2010er Jahre ließ die Attraktivität aus dem Eröffnungs„boom“ nach und die Besucheranzahl ging zurück, so dass Händler aufgaben. Von den Handwerkern und Mietern wurden auch Unstimmigkeiten mit der Geschäftsführung als Ursache angegeben. 2008 hatte der Berliner Großgastronom Josef Laggner die Anlage eröffnet, 2015 wurde das „historische Gebäudeensemble am Schlosspark Sanssouci“ zum Verkauf angeboten.
Mit einem Neustart Mitte der 2010er Jahre sind Brandenburg-Manufaktur, Königliche Hofbäckerei und Guts- und Feinkostladen auf dem Hof in Betrieb, der Gutsladen bietet Potsdamer Handwerkern Verkaufsfläche. Veranstaltungsräume stehen für private Veranstaltungen zur Verfügung und eine Nebenstelle des Standesamtes Potsdam existiert im Herrenhaus.  Ende der 2010er Jahre gibt es im Jahreslauf organisierte Hofveranstaltungen (Konzerte, Events, Märkte, Silvesterparty, Oster-, Pfingstmarkt, Jägerfest, Adventsmarkt).
Nach Lennés Plan einer Rasenfläche zwischen Herrenhaus und See war unter Victoria der Rosengarten entstanden. Nach der Rekonstruktion wurde das Rosengartenparterre in den alten Dimensionen neu angelegt und bepflanzt, auffällig die hochstämmigen weißen Schneewittchenrosen, dazu kamen cremeweiße Heckenrosen „La Paloma 85“ und hochstämmige roséfarbene „Pink Fairy“.